# Wolfgang Burchert
Wolfgang Burchert (* 11. Dezember 1958 in Hannover) ist ein deutscher Nuklearmediziner und Hochschullehrer. Er ist Direktor des Instituts für Radiologie, Nuklearmedizin und Molekulare Bildgebung am Herz- und Diabeteszentrum Nordrhein-Westfalen in Bad Oeynhausen (Universitätsklinik der Ruhr-Universität Bochum).

## Leben
Burchert besuchte das Kaiser-Wilhelm-Gymnasium in Hannover. Nach dem Abitur studierte er ab 1977 Humanmedizin an der Medizinischen Hochschule Hannover. 1984 wurde er approbiert. 1990 erhielt er die Anerkennung als Arzt für Nuklearmedizin.
Nach seinem Wehrdienst war er 1986 zunächst als Assistenzarzt in der Chirurgischen Klinik der Universität Lübeck sowie bis 1998 als Facharzt für Nuklearmedizin in der Abteilung für Nuklearmedizin und spezieller Biophysik der Medizinischen Hochschule Hannover tätig. In dieser Zeit promovierte er 1988.
Von 1991 bis 1998 war Wolfgang Burchert als Oberarzt in der Nuklearmedizin tätig. Nach der Verleihung der Venia Legendi für Nuklearmedizin leitete er 1997 als Kommissarischer Direktor die Klinik und Poliklinik für Nuklearmedizin der Medizinischen Fakultät der Universität Leipzig.
1998 erhielt Wolfgang Burchert den Ruf auf die C3-Professur für Nuklearmedizin mit dem Schwerpunkt Positronen-Emissions-Tomographie an die Medizinische Fakultät Carl Gustav Carus der Technischen Universität Dresden.
Seit 2001 ist er Direktor des Institutes für Radiologie, Nuklearmedizin und Molekulare Bildgebung am Herz- und Diabeteszentrum NRW, Bad Oeynhausen, Universitätsklinik der Ruhr-Universität Bochum. Im Januar 2002 erfolgte die Ernennung zum Professor für Nuklearmedizin an der Ruhr-Universität Bochum.
Burchert ist Mitglied des Vorstands der Deutschen Gesellschaft für Nuklearmedizin sowie in einigen Arbeitsausschüssen wissenschaftlicher Gesellschaften (DGN, DGK) leitend aktiv. Er nimmt seit 2009 Aufgaben bei der Ärztekammer Westfalen-Lippe ehrenamtlich wahr. Er arbeitet weiterhin im Normenausschuss Radiologie als Obmann mit (NAR-DIN). 
Seit 2009 ist Wolfgang Burchert Leiter der Ethikkommission der Medizinischen Fakultät der Ruhr-Universität Bochum. Seit 2011 ist er Strahlenschutzbevollmächtigter des Herz- und Diabeteszentrums NRW. 
Weiterhin ist er Mitglied im Ausschuss Strahlenschutz in der Medizin der Strahlenschutzkommission, einem Beratungsgremium des Bundesministeriums für Umwelt, Naturschutz, Bau und Reaktorsicherheit.
Forschungsschwerpunkte sind die Positronen-Emissions-Tomographie (PET/CT) und die nichtinvasive Bildgebung des Herzens.
Wolfgang Burchert ist verheiratet und hat zwei Kinder.

## Ehrungen
- Rudolf-Schoen-Preis 1991